# Aserbaidschanischer Fußballpokal 2021/22
Der Aserbaidschanischer Fußballpokal 2021/22 war die 30. Austragung des Pokalwettbewerbs im Fußball in Aserbaidschan. Pokalsieger wurde der FK Qarabağ Ağdam. Das Team setzte sich im Finale gegen den Zirə FK nach Elfmeterschießen durch. Qarabağ war als Meister bereits für die UEFA Champions League 2022/23 qualifiziert, sodass der Platz für die UEFA Europa Conference League 2022/23 an die ligabeste Mannschaft ging, die nicht bereits für einen der europäischen Wettbewerbe qualifiziert war.

## Modus
Im Achtelfinale und im Finale wurden die Begegnungen in einem Spiel entschieden. Bei unentschiedenem Ausgang wurde das Spiel verlängert und gegebenenfalls durch Elfmeterschießen entschieden.
Im Viertel- und Halbfinale wurden die Sieger in Hin- und Rückspiel ermittelt. Bei Torgleichstand in beiden Spielen zählte zunächst die größere Zahl der auswärts erzielten Tore; gab es auch hierbei einen Gleichstand, wurde das Rückspiel verlängert und ggf. ein Elfmeterschießen zur Entscheidung ausgetragen. 

## Teilnehmer
| Premyer Liqası (8)                                                                                          | Birinci Divizionu (4)                                            |
| --- | ---------------------------------------------------------------- |
| - FK Keşlə - Neftçi Baku PFK - FK Qarabağ Ağdam - FK Qəbələ - Səbail FK - Sabah FK - Sumqayıt PFK - Zirə FK | - PFK Kəpəz - Qaradağ Lökbatan FK - MOİK Baku PFK - Zaqatala PFK |

## 1. Runde
In dieser Runde nahmen vier Erstligisten und vier Zweitligisten teil.
| Datum      |                    | Ergebnis |                          |
| ---------- | ------------------ | -------- | ------------------------ |
| 10.12.2021 | Zaqatala PFK (II)  | 1:3      | Səbail FK (I)            |
| 10.12.2021 | MOİK Baku PFK (II) | 1:2      | FK Qəbələ (I)            |
| 11.12.2021 | Sabah FK (I)       | 3:0      | PFK Kəpəz (II)           |
| 11.12.2021 | FK Keşlə (I)       | 2:1      | Qaradağ Lökbatan FK (II) |

## Viertelfinale
Teilnehmer: Die vier Sieger der 1. Runde und vier weitere Erstligisten.
| Datum             |                      | Gesamt |               | Hinspiel | Rückspiel |
| ----------------- | -------------------- | ------ | ------------- | -------- | --------- |
| 01.02./11.02.2022 | FK Qarabağ Ağdam (I) | 3:0    | FK Keşlə (I)  | 1:0      | 6:0       |
| 01.02./11.02.2022 | Neftçi Baku PFK (I)  | 4:2    | Sabah FK (I)  | 1:1      | 3:1       |
| 02.02./12.02.2022 | Sumqayıt PFK (I)     | 1:2    | FK Qəbələ (I) | 0:1      | 1:1       |
| 02.02./12.02.2022 | Zirə FK (I)          | 7:1    | Səbail FK (I) | 4:0      | 3:1       |

## Halbfinale
| Datum             |               | Gesamt          |                      | Hinspiel | Rückspiel |
| ----------------- | ------------- | --------------- | -------------------- | -------- | --------- |
| 20.04./29.04.2022 | FK Qəbələ (I) | 1:8             | FK Qarabağ Ağdam (I) | 1:3      | 0:5       |
| 20.04./29.04.2022 | Zirə FK (I)   | 0:0 (4:2 i. E.) | Neftçi Baku PFK (I)  | 0:0      | 0:0 n. V. |

## Finale
| Paarung          | FK Qarabağ Ağdam – Zirə FK |
| Ergebnis         | 1:1 n. V. (1:1, 0:1); 4:3 i. E. |
| Datum            | 27. Mai 2022 |
| Stadion          | Qəbələ şəhər stadionu, Qəbələ |
| Zuschauer        | 3.500 |
| Schiedsrichter   | Əliyar Ağayev |
| Tore             | 0:1 Hamidou Keyta (17.) 1:1 Abdellah Zoubir (69.) Elfmeterschießen: 0:1 Keyta 1:1 Qarayev Məhəmmədəliyev hält gegen Volkovi 2:2 Medvedev 2:2 Isaiah Nəzirov hält gegen Borges 2:3 Hüseynov 3:3 Bayramov Taşqın schießt über das Tor 4:3 Şeydayev                                                              |
| FK Qarabağ Ağdam | Şahruddin Məhəmmədəliyev – Marko Vešović (106. Abbas Hüseynov), Maksim Medvedev , Kevin Medina, Elvin Cəfərquliyev (106. Toral Bayramov) – Patrick Andrade, Qara Qarayev, Filip Ozobić (61. Leandro Andrade) – Kady Borges, Ibrahima Wadji (61. Ramil Şeydayev), Abdellah Zoubir Cheftrainer: Qurban Qurbanov |
| Zirə FK          | Anar Nəzirov – Cəlal Hüseynov, Dimitrios Chantakias, Nemanja Anđelković, Təmkin Xəlilzadə (85. Sertan Taşqın) – Coşqun Diniyev (88. Ahmed Isaiah) – Hamidou Keyta, Hacyaga Hacyly, Ilkin Muradov, Qismət Alıyev (70. Mohamed Hamdaoui) – Davit Volkovi Cheftrainer: Rəşad Sadıqov                             |
| Gelbe Karten     | Qara Qarayev – Dimitrios Chantakias, Anar Nəzirov, Hacyaga Hacyly, Hamidou Keyta |